# Tintin révolutionnaire
Tintin révolutionnaire (en anglais The Adventures of Tintin : Breaking Free) ou Les aventures de Tinitin : Vive la Révolution ! dans sa version française est une bande dessinée britannique de J. Daniels publiée en 1988 par l'organisation anarchiste Attack International. Elle détourne les Aventures de Tintin de Hergé en mettant en scène Tintin et le capitaine Haddock dans le Royaume-Uni thatchérien des années 1980. Tous deux ouvriers, ils débutent une grève contre leurs conditions de travail après la mort d'un de leur collègues. La contestation prend de l'ampleur jusqu'à devenir un véritable mouvement révolutionnaire anarchiste et anticapitaliste.
S'inscrivant dans les nombreuses pastiches des Aventures de Tintin, l'album s'inspire des dessins de Hergé pour représenter les personnages. Il a été traduit en plusieurs langues (français, espagnol et portugais notamment) et réédité au Royaume-Uni à plusieurs reprises.

## Synopsis
Tintin, un jeune ouvrier anglais, se fait renvoyer de son travail après avoir frappé son chef. Il va voir son oncle, le capitaine, qui lui trouve une place dans une entreprise de construction. Peu après, leur collègue Joe Hill décède en raison des mauvaises conditions de sécurité. En réponse, Tintin et Haddock lancent un grand mouvement de grève et de protestation. Peu à peu, la grève sauvage se répand dans tout le pays tandis que les forces de l'ordre cherchent à réprimer le mouvement. En parallèle, Mary, la femme de Haddock, fait connaissance avec la jeune voisine Nicky qui squatte un logement vide. À travers la solidarité et la lutte, Tintin et Haddock remettent en question leur vision de la société et découvrent de nouvelle façons de vivre.

## Un plagiat des aventures de Tintin
Cet album met en scène deux personnages des Aventures de Tintin de Hergé : Tintin, qui est ici un jeune ouvrier anglais, et son oncle, Haddock qui n'est pas capitaine mais ouvrier lui aussi.
Au niveau graphique, l'album s'inspire des dessins des différents personnages d'Hergé. Pour The Guardian, en reprenant les différentes poses et attitudes des personnages dans les différents albums, Tintin révolutionnaire devient un recueil de citations visuelles de l’œuvre d'Hergé.
L'auteur, bien qu'il se serve des personnages de Tintin, n'avait pas d'autorisation de la Société Moulinsart.[réf. nécessaire].

## Thématiques abordées
Cet album est une critique du système capitaliste, où les contremaîtres ne s'occupent pas des conditions de travail de leurs employés et les traitent comme des esclaves. On y trouve une dénonciation du racisme, du sexisme, de l'homophobie, de la précarité, de la gentrification et de la corruption des syndicats et des partis politiques. Cet album est d'ailleurs dédié à « tous ceux qui se battent contre le capitalisme », et l'introduction précise que les droits de cette œuvre sont libres à condition qu'ils ne « servent pas d'intérêts capitalistes ». Tintin Révolutionnaire défend des idées et des valeurs anarchistes, plus spécifiquement l'anarcho-syndicalisme. L'album dénonce également la domination masculine, y compris celle des hommes ouvriers comme Haddock avec son épouse Mary : dominés socialement et économiquement au sein du monde du travail, Haddock et Tintin prennent conscience qu'ils peuvent exercer des dominations sexistes et homophobes envers les femmes ouvrières.
L'album prend place dans le contexte du Royaume-Uni des années 1980 gouverné par Margaret Thatcher.

## Réception et adaptations

### Réception
Lors de sa parution au Royaume-Uni, The Adventures of Tintin : Breaking Free suscite la critique de nombreux tabloïds. L'un d'eux écrit « Commie nutters turn Tintin into picket yob! » (« Les cinglés communistes transforment Tintin en loubard gréviste ! »). The Guardian, en 2007, juge l'album très réussi d'un point de vue visuel, et souligne le côté didactique de l'histoire, qui voit Tintin passer de simple jeune qui fait du vol à l'étalage à un véritable leader révolutionnaire.

### Traductions
The Adventures of Tintin : Breaking Free a été réédité à deux reprises, la première fois en 1999. Une édition en espagnol sous le titre Aprendiendo a luchar: Las aventuras de Toñín est publiée en 2005 en Espagne. En 2007, une traduction française est publiée sous le titre Les aventures de Tinitin : Vive la Révolution !. Une autre traduction française est également publiée en ligne sous le titre Tintin révolutionnaire. En 2009, il a été également traduit en portugais et adapté au contexte du Brésil sous le titre Construindo a Liberdade ou Conquistando a Liberdade.

### Éditions
- (en) J. Daniels, The Adventures of Tintin: Breaking Free, Attack International, 1988 (ISBN 0-9514261-0-9)
- (es) J. Daniels, Aprendiendo a luchar. Las aventuras de Toñin, Bilbao, Likiniano Elkartea, 2005
- J. Daniels, Les Aventures de Tintin : Vive la révolution !, Le nouveau complot anarchiste, 2010 (1re éd. 2007) (lire en ligne)
- J. Daniels, Tintin révolutionnaire (lire en ligne)
- (pt-BR) J. Daniels, As Aventuras de Tintin : Construindo a Liberdade, Deriva, 2009, 170 p.